# Sabaiza
Sabaiza (Sabaitza en euskera) es un despoblado español del municipio de Ezprogui, perteneciente a la Comunidad Foral de Navarra.

## Historia
Hacia mediados del siglo XIX, el lugar, por entonces perteneciente a Aibar, tenía contabilizada una población de 62 habitantes. Aparece descrito en el decimotercer volumen del Diccionario geográfico-estadístico-histórico de España y sus posesiones de Ultramar de Pascual Madoz con las siguientes palabras:

SABAIZA: v. del ayunt. y valle de Aibar, en la prov. y c. g. de Navarra, part. jud. de Aoiz (4 leg.), aud. terr. y dióc. de Pamplona (6). sit. en un llano rodeado de montañas; clima saludable; reinan los vientos N. y S. y se padecen constipados. Tiene 9 casas; igl. parr. de entrada (La Asuncion de Ntra. Sra.) servida por un vicario de provision del duque de Granada, y muchas fuentes de que se surten los hab. El térm. se estiende 1 1/2 leg. de N. á S. y 1 de E. á O., y confina N. Salinas de Monreal; E. desp. de Irangote; S. Guetadar, y O. Leoz; comprendiendo dentro de su circunferencia el monte Churruguetas, poblado de pinos, robles y hayas. El terreno es montañoso, formándose de sus pendientes diversos arroyos, que reunidos hácia el N. de la pobl. forman y toman el nombre de r. Vizcaya tributario del Aragon. caminos: los que dirigen á los pueblos limitrofes en estado regular: el correo se recibe en Sangüesa por balijero. prod.: trigo, avena y cebada; cria de ganado vacuno; caza de jabalies, corzos, liebres y perdices. pobl.: 9 vec., 62 alm. riqueza: con el valle (V.).
(Madoz, 1849, p. 603)